# 主廚名人齊做菜
是一部美國烹飪節目，由強·法夫洛製作，並與崔洛伊共同出演。
該劇定於2019年6月7日在Netflix首播。

## 劇情
節目中強·法夫洛和崔洛伊將嘗試不同的食譜和烘焙、烹飪技巧，並與許多藝人們共餐。劇中客串的藝人們包括葛妮絲·派特洛、比爾·伯爾、小勞勃·道尼、湯姆·霍蘭德、喬·羅素、凱文·費吉、勞勃·羅里葛茲、塞斯·羅根、戴夫·費羅尼、張錫鎬、安德魯·瑞、亞倫·富蘭克林、沃夫甘·帕克、山姆·雷米等人

## 外部連結
- 在Netflix上觀看《主廚名人齊做菜》

Template:Netflix實境節目與紀錄片